# Televisión Central de China
Televisión Central de China, (en chino, 中国中央电视台; pinyin, Zhōngguó Zhōngyāng Diànshìtái, en inglés: China Central Television 'CCTV') más conocida por sus siglas CCTV, es el servicio público de televisión de la República Popular China, y una de las mayores empresas de comunicación en Asia. La empresa depende directamente del Consejo de Estado Popular.
La oferta de CCTV comprende 20 canales nacionales e internacionales, que pueden sintonizarse por medio de señal abierta, cable, satélite e Internet. La emisora principal es la generalista CCTV-1, fundada el 2 de septiembre de 1958, que emite una programación basada en ficción, informativos y entretenimiento. A su vez, existen otros canales temáticos con programación económica, cultural y deportiva, y versiones internacionales en inglés, español, francés, árabe y ruso.

## Historia
La televisión no se introdujo en la República Popular China hasta el 1 de mayo de 1958, cuando comenzaron en la capital las emisiones experimentales de Televisión de Pekín (en chino simplificado, 北京电视台). En ese tiempo, la señal estaba restringida a media hora, que solamente podía ser sintonizada en el área metropolitana pekinesa. Las emisiones regulares comenzaron el 2 de septiembre de 1958, y pese a que se habían instalado repetidores en ciudades como Shanghái o Cantón, la emisión no cubría todo el territorio nacional. Además, después de 5 años, se inició un segundo canal generalista en 1963 y su tercer canal de artes y música, CCTV-3, en 1969.
En sus primeros años, el desarrollo de la televisión pública china fue lento, bajo control del Partido Comunista chino, y se vio complicado por situaciones como la Revolución Cultural. La cadena emitía solo por la noche, salvo algunos programas educativos por las mañanas durante la etapa escolar. El 1 de mayo de 1973 comenzaron las emisiones en color a través del sistema PAL-D, y se trató de aumentar la cobertura a otras ciudades del país a través de la televisión por satélite.
El 1 de mayo de 1978, el Comité Central aprobó el cambio de nombre del canal a Televisión Central de China. En 1979 estrena un logotipo, consistía en dos elipses que cruzan y en el centro se encontraba la palabra "TV", fue diseñado por el empleado de CCTV, Zhang Desheng en 1979, se conoce como la "marca de la mariposa", el logotipo se parecía a la forma de un satélite, un núcleo atómico o una antena, utilizaba tres colores primarios (rojo, verde y azul). Se utiliza como un logo alternativo de CCTV en raras ocasiones hasta 2001.
A partir de los años 1980, la liberalización económica de China conllevó un impulso de la televisión, que mejoró su servicio a través de la instalación de repetidores, centros provinciales y locales. A finales de la década, el grupo comenzó a crear canales temáticos sobre cultura, entretenimiento y deporte, al tiempo que reforzó la programación de CCTV-1 como un canal generalista y dedicado al entretenimiento familiar. También se puso en marcha un canal internacional para la diáspora china, y el grupo comenzó a vender sus series de ficción a grupos extranjeros. En los años 1990 CCTV se convirtió en el grupo de televisión pública más grande del mundo, siempre bajo el control del Consejo de Estado.
Las reformas económicas del país introdujeron algunos cambios en el funcionamiento de CCTV. La televisión vio recortado su presupuesto, por lo que se permitió la emisión de publicidad comercial pese a la titularidad estatal. A su vez, el Consejo de Estado introdujo un código de conducta que reducía la censura directa, pero mantiene el control sobre el medio al vetar cualquier espacio contrario a las tesis gubernamentales, o aquellos con escenas sexuales y violentas.
El 1 de junio de 1998 CCTV dio a conocer un nuevo logotipo, esto debido a una disputa de derechos de autor por el anterior logo. En él se representa las letras CCTV en un estilo de tipografía de doble fuente en color negro, menos la segunda "C" que serie de color rojo y es la representa la palabra "Central". El 1 de enero de 2007 se modifica a nivel mundial el logo de China Central Television, y al lado se pone un número (como ) o palabra encerrada una clase de "burbuja" que indica sus distintos de sus canales. Un ejemplo se presenta con "CCTV-E" que pasa a ser "CCTV-Español".
En la década del 2000, CCTV ha inaugurado canales internacionales de información en inglés (2000), francés, español (2007), ruso y árabe (2009). Con motivo de los Juegos Olímpicos de 2008, el grupo estrenó el 30 de junio de ese año su canal en alta definición.
El 2 de septiembre de 2008, la nueva Central de CCTV se abrió con motivo de los 50 años de la primera transmisión de televisión en China, aunque no tendría uso oficial hasta 2012.

## Organización
La Televisión Central de China es una organización pública bajo la dirección de la Administración del Estado de Radio, Cine y Televisión, que a su vez está subordinada al Consejo de Estado de la República Popular China. Sin embargo, su principal fuente de ingresos es la publicidad comercial. El ente público emplea más de 10 000 trabajadores, y además de una señal estatal mantiene relación con las distintas cadenas regionales, gestionadas por los gobiernos locales, que deben ceder dos de sus frecuencias en abierto a las emisoras nacionales.
Los cargos directivos de CCTV son elegidos directamente por el Gobierno chino, a través del Consejo de Estado, y su línea editorial está marcada por el Gobierno chino, siendo uno de los medios oficiales más importantes del país junto a la agencia de noticias Xinhua y el Diario del Pueblo. En ese sentido, su línea editorial y servicios informativos han sido calificados como "propaganda" por organizaciones internacionales en favor de los derechos humanos e intelectuales disidentes del país.

## Edificaciones

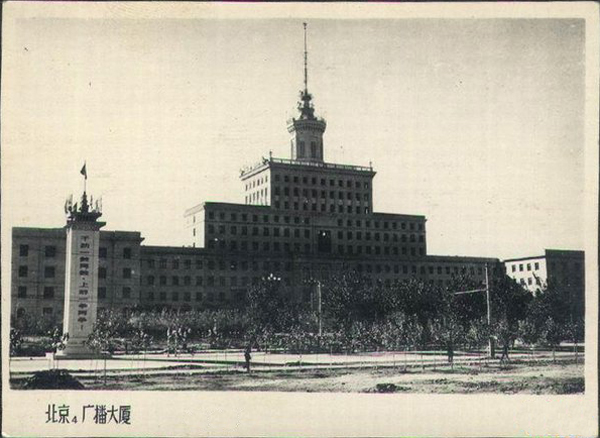
Primera sede de CCTV, usado desde 1959 hasta 1987.
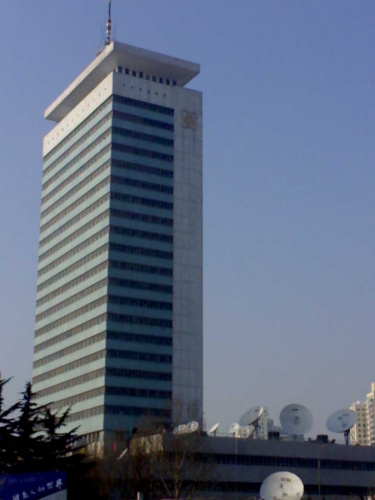
Segunda sede de CCTV, usado desde 1987 hasta 2012.
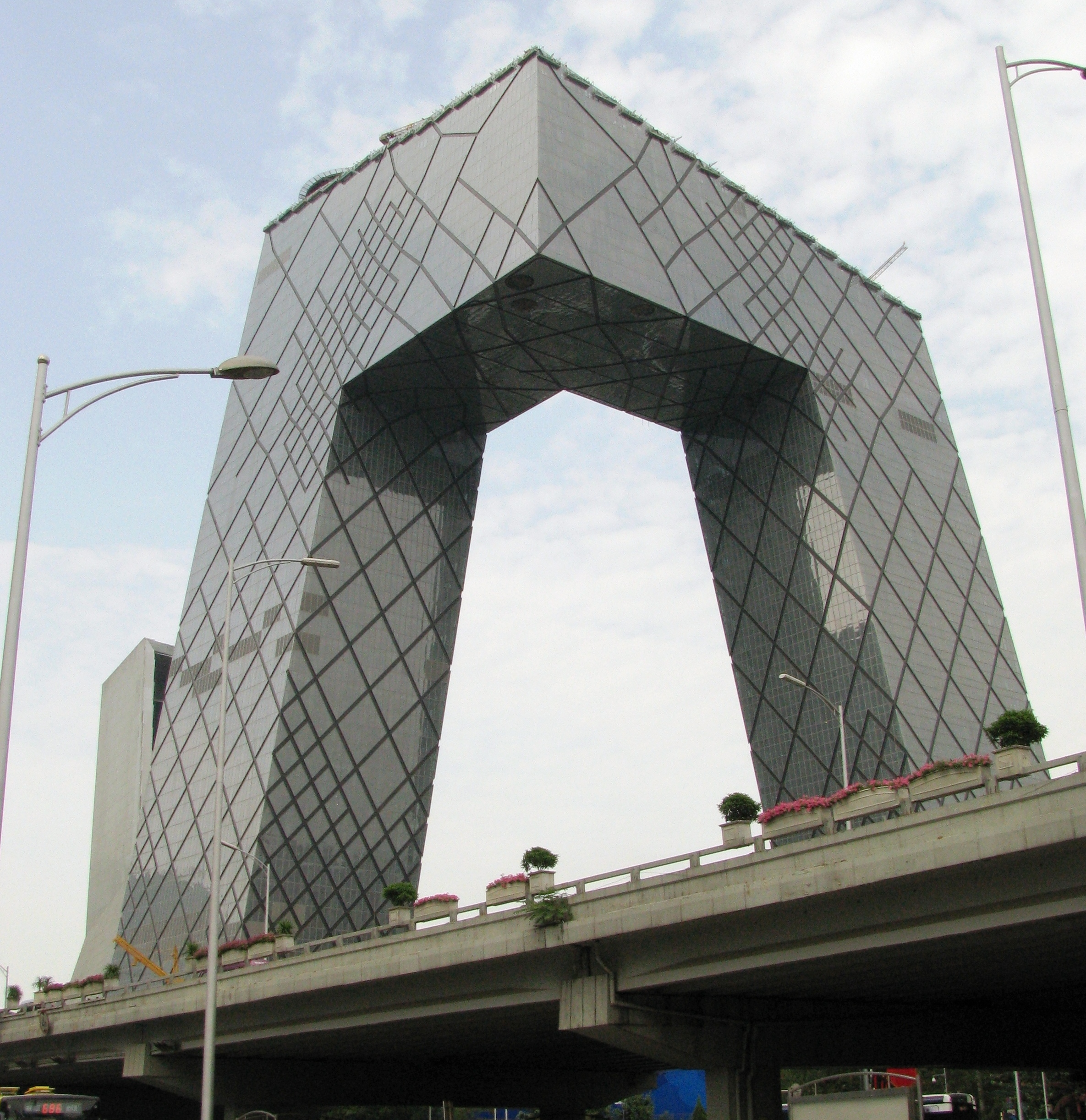
Nueva sede de la Televisión Central de China, en Pekín, usado desde 2012.
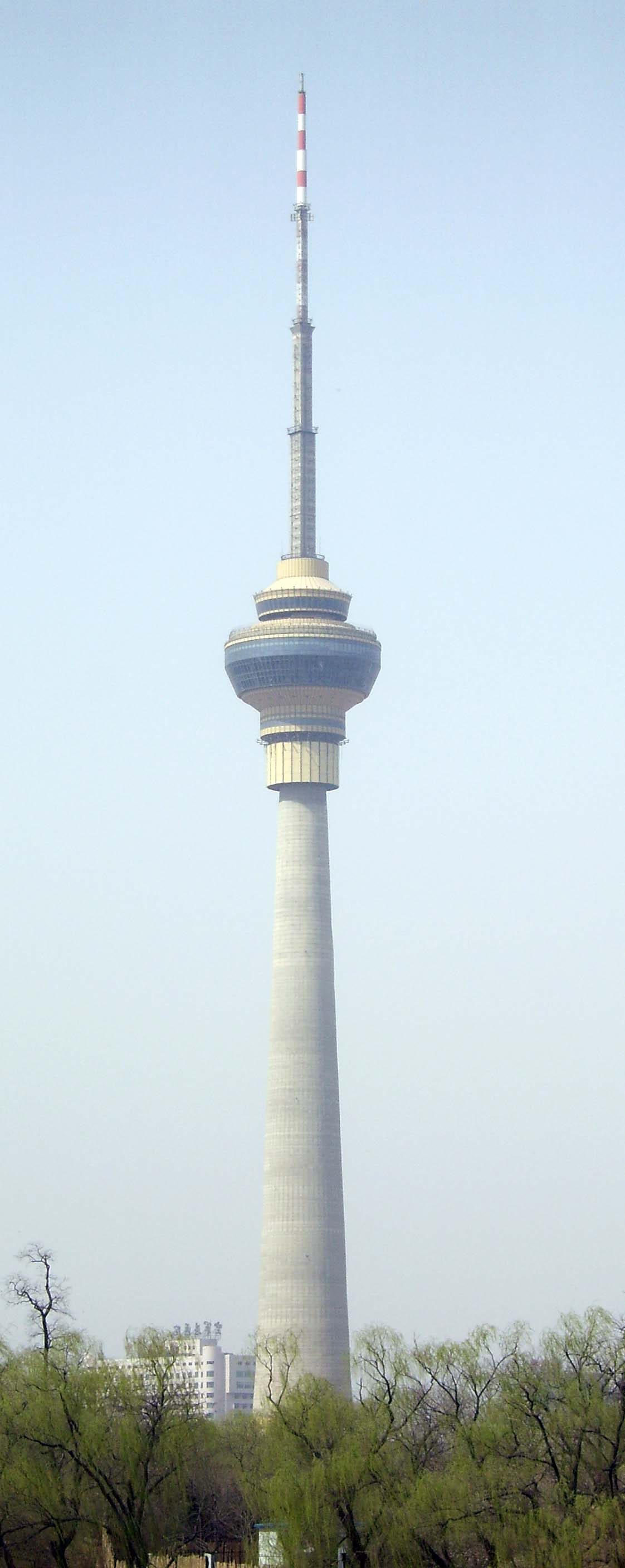
La torre CCTV en Beijing, el edificio más alto de la ciudad.
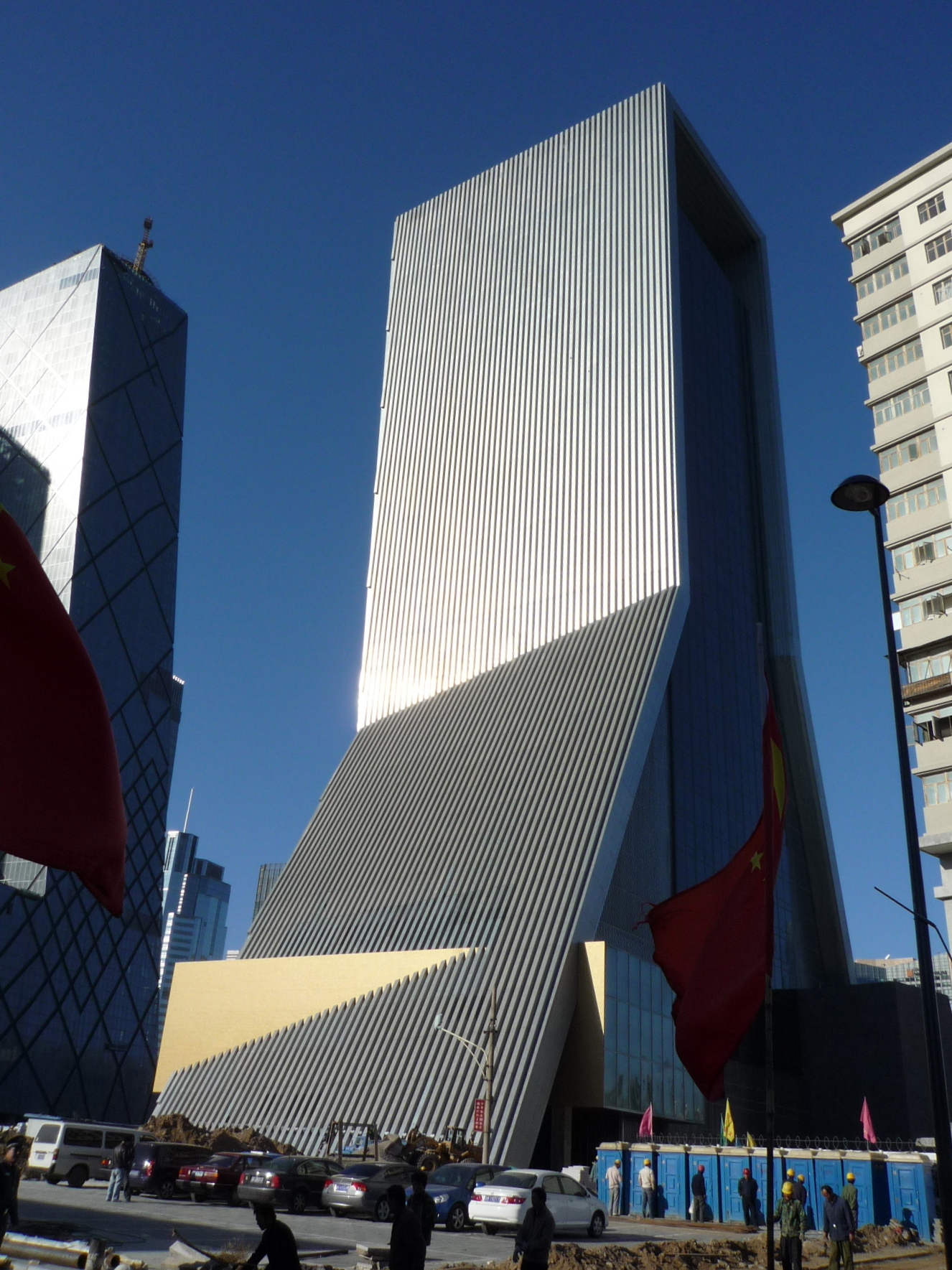
Torre de CCTV, Centro Cultural de Televisión.

## Canales
- CCTV-1: fundada el 2 de septiembre de 1958, es el principal canal de televisión del grupo y el más visto en la República Popular China.[9] Es el único con una programación generalista, que está enfocado en espacios de entretenimiento, servicios informativos y cobertura de acontecimientos especiales.
- CCTV-2: fundado el 1 de mayo de 1963. Aunque en sus primeros años su programación era generalista, actualmente es un canal temático especializado en información financiera y programas relacionados con la economía, tanto informativos como documentales o incluso concursos.
- CCTV-3: es el canal del arte. Su programación está especializada en arte y espectáculos, con la cobertura de eventos tradicionales y contemporáneos. También da cabida a programas culturales, dedicados a la literatura o al teatro, y espacios de comedia. Fundado el 1 de enero de 1986.
- CCTV-4: es el canal internacional de la televisión estatal para el público chino. Su programación es generalista, con una selección de programas del resto de canales de CCTV, y cuenta con una importante presencia de espacios informativos. CCTV-4 es el principal canal internacional en chino mandarín. Fundado el 1 de octubre de 1992.
- CCTV-5: es un canal especializado en deporte, con la emisión en directo de eventos donde participan deportistas nacionales y acontecimientos especiales, como los Juegos Olímpicos. Además, también emite partidos de la Liga española de fútbol, la Premier League y la UEFA Champions League. Durante los Juegos Olímpicos de 2008 que se celebraron en Pekín, fue la televisión olímpica oficial. Fundado el 1 de enero de 1995.
- CCTV-5+: El segundo canal deportivo de CCTV.[10]
- CCTV-6: es una televisión especializada en películas y series de ficción. Fundado el 1 de enero de 1996.
- CCTV-7: es un canal dirigido a los estratos rurales del país. En su programación hay una importante presencia de programas militares, espacios de agricultura y educación a distancia. Fundado el 1 de enero de 1994.
- CCTV-8: su programación está especializada en dramáticos y series de televisión. Fundado el 1 de enero de 1994.
- CCTV-9: es un canal documental. idioma chino. Fundado el 1 de enero de 2011.
- CCTV-10: canal educativo especializado en documentales, nacionales y extranjeros, y programas divulgativos sobre ciencia y tecnología. Fundado el 9 de julio de 2001.
- CCTV-11: canal temático de ópera china. Fundado el 9 de julio de 2001.
- CCTV-12: canal temático de leyes y sociedad. Fundado el 1 de enero de 2005.
- CCTV-13: conocido también como CCTV新闻, es un canal de información continua en chino mandarín. Fundado el 1 de mayo de 2003.
- CCTV-14: dedicado al público infantil. Fundado el 28 de diciembre de 2003.
- CCTV-15: dedicado a música tradicional y contemporánea chinas. Fundado el 29 de marzo de 2004.
- CCTV-16: canal deportivo de contenido exclusivo de los juegos Olímpicos. Fundado el 21 de octubre de 2021.
- CCTV-17: dedicado a la agricultura y a la vida rural. Fundado el 28 de diciembre de 2003.
- CCTV-4K: Programación en 4K. Fundado el 1 de octubre de 2018.
- CCTV-8K: Programación en 8K. Lanzado en 2021.
- CGTN: Canales internacionales. Fundado el 31 de diciembre de 2016.[11]
- CGTN Español:  en idioma español.
- CGTN-Français: en idioma francés.
- CGTN-Русский: en idioma ruso.
- CGTN en árabe: en idioma árabe.
- CGTN Documentary: canal de documentales en inglés.

## Cobertura
La señal de CCTV-1 puede sintonizarse en abierto en todo el territorio nacional chino, mientras que la señal del resto de canales depende de la ciudad o zona urbana. Todos los canales pueden sintonizarse mediante otros sistemas como la televisión por cable, satélite e internet. Fuera de China, los principales canales pueden sintonizarse mediante programas P2PTV.
A través de la señal DVB, fuera de China pueden verse los canales internacionales, con CCTV-4 como el destinado para la diáspora china y otros canales para público extranjero como CGTN (en inglés) o las versiones en español, francés, árabe y ruso.
CGTN-español está disponible en operadores de España, Estados Unidos, Centroamérica y Sudamérica.
Todos los canales de la CCTV pueden verse vía web, mediante el servicio de streaming de CNTV, empresa que pertenece a CCTV.

## Ramas de la empresa
- China International Television Corporation
- Central New Film Group
- China Television Media, Ltd
- China Teleplay Production Center Co., Ltd.
- CCTV Animation Co., Ltd.
- Orquesta Filarmónica de China
- CCTV Internacional Networks Co., Ltd
- Future Television Limited
- Central de Televisión Digital Media Co., Ltd
- CCTV DAIFU (en Japón)
- CGTN (Red de televisión global de China)
- CGTN Africa
- CGTN America

## Presidentes
| Nombre        | Año de posesión         | Año de salida           |
| ------------- | ----------------------- | ----------------------- |
| Luo Dong      | 1958                    | 1960                    |
| Meng Qiyu     | 1960                    | 1966                    |
| Mao Dehou     | 1967                    | 1973                    |
| Ren Jisheng   | 1970                    | 1980                    |
| Dai Linfeng   | 1973                    | 1982                    |
| Wang Feng     | 1982                    | 1988                    |
| Huang Huiqun  | 1988                    | 1991                    |
| Yang Weiguang | 1991                    | 1999                    |
| Zhao Huayong  | 1999                    | mayo de 2009            |
| Jiao Li       | 16 de mayo de 2009      | 24 de noviembre de 2011 |
| Hu Zhanfan    | 25 de noviembre de 2011 | 7 de abril de 2015      |
| Nie Chenxi    | 7 de abril de 2015      | febrero de 2018         |
| Shen Haixiong | febrero de 2018         | Presente                |

## Controversias

### Censura y desinformación sobre la invasión rusa a Ucrania
Durante los Juegos Paralímpicos de Invierno de 2022, CCTV censuró un discurso del presidente del Comité Paralímpico Internacional, Andrew Parsons, condenando la invasión rusa de Ucrania. CCTV promovió la desinformación rusa, como afirmaciones sin fundamento de laboratorios de armas biológicas en Ucrania. En abril de 2022, CCTV repitió las afirmaciones rusas de que la masacre de Bucha fue organizada.

### Censura durante las protestas por el COVID-19 de 2022
Durante las protestas por el COVID-19 de 2022 en China, la cobertura de CCTV de la Copa Mundial de la FIFA 2022 censuró escenas de fanáticos sin máscara en el estadio. CCTV evitó cubrir directamente las protestas.

### Central nuclear de Fukushima Daiichi
En 2023, CCTV publicó anuncios pagados en plataformas de redes sociales en varios países e idiomas denunciando la descarga de agua radiactiva de la central nuclear de Fukushima Daiichi, que los críticos calificaron como parte de una campaña de desinformación concertada.